# Mycalesis aurivillii
Mycalesis aurivillii är en fjärilsart som beskrevs av Butler 1895. Mycalesis aurivillii ingår i släktet Mycalesis och familjen praktfjärilar. Inga underarter finns listade i Catalogue of Life.